# 진짜 한국의 맛
《진짜 한국의 맛》은 2010년 6월 16일부터 2011년 6월 8일까지 SBS에서 방송된 텔레비전 프로그램이다.